# هيثم عساف

## أعمال
- القعقاع بن عمرو التميمي
- ذاكرة الجسد
- قمر بني هاشم
- باب الحارة ج1
- عبد الوهاب
- أبو المفهومية
- أسرار المدينة
- تلك الأيام
- الفوارس

في الدبلجة
قام بدبلجة صوت النجم التركي الشهير كنعان جوبان بدور عبد الحي جوبان في مسلسل وادي الذئاب ل 6 أجزاء بدور بطولة